# Princess Aurora
Pour les articles homonymes, voir Aurora.
Pour plus de détails, voir Fiche technique et Distribution.
Princess Aurora (Orora gongju) est un film sud-coréen réalisé par Bang Eun-jin et sorti en 2005.

## Synopsis
Une série de meurtres sont commis sur des personnes sans lien apparent. Le meurtrier, qui semble être une femme, laisse à chaque fois un autocollant « Princesse Aurore » sur sa victime ...

## Fiche technique
- Titre français : Princess Aurora
- Titre original : 오로라공주 (Orora gongju)
- Réalisation : Bang Eun-jin
- Scénario : Bang Eun-jin et Seo Min-hui
- Musique : Jung Jae-Hyung
- Photographie : Choi Young-hwan
- Montage : Kim Hyeon
- Production : Myeong Gye-nam et Steven Nam
- Société de production : CJ Entertainment et East Film Company
- Pays :  Corée du Sud
- Genre : Drame et thriller
- Durée : 106 minutes
- Dates de sortie :
  - 7 avril 2005 au Festival du film policier de Cognac ( France)
  - 27 octobre 2005 en  Corée du Sud
  - 27 août 2006 au Festival du film asiatique de Québec ( Québec)

## Distribution
- Uhm Jung-hwa : Jung Sun-jung
- Moon Sung-keun : l'inspecteur Oh Sung-ho
- Kwon Oh-jung : l'inspecteur Jung
- Choi Jong-won : l'inspecteur-chef
- Hyeon-yeong : Choi Sin-ok
- Kim Yong-geon : Na Jae-geun
- Kim Ik-tae : le chauffeur de taxi
- Park Hyo-jun : Jang Myeong-gil
- Jang Hyun-sung : Kim Woo-taek
- Park Seong-bin : Hong Gi-beom
- Lee Ji-su : Oh Min-ah
- Choi Ye-jin : Kim Do-yeon

## Commentaires
La princesse Aurore, qui donne son nom au film, est un des personnages principaux du dessin animé Les Chevaliers de l'espace (Starzinger) produit au Japon à la fin des années 1970.